# Chamorro (popolo)
Chamorro è la popolazione indigena delle Isole Marianne in Micronesia, politicamente suddivisa tra i territori statunitensi di Guam e le Isole Marianne settentrionali.

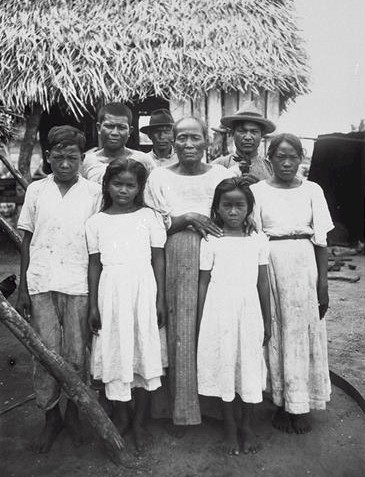
Famiglia Chamorro nel 1915 circa

## Storia
Si ritiene che i Chamorro siano giunti nelle Isole Marianne dal sud-est asiatico circa nel 2000 a.C. Sono imparentati con altri nativi delle Filippine, dell'Indonesia orientale (in particolare delle Molucche e delle Sulawesi), con gli aborigeni taiwanesi, nonché con i popoli delle Isole Caroline a sud. 
I Chamorro sono stati esperti marinai e abili artigiani in particolare nel campo della tessitura e della lavorazione delle ceramiche. La pietra del latte, un pilastro di roccia megalitica sormontato da una emisferica chiave di volta, è stato utilizzato dai primi Chamorro come base per gli edifici e da allora è stato reso un simbolo nazionale.

## Agricoltura
I registri coloniali spagnoli mostrano che gli agricoltori Chamorro hanno piantato i semi secondo le fasi lunari. Ad esempio, gli agricoltori di Guam spesso piantano colture di tuberi come patate dolci con la luna piena e la bassa marea.

## Cultura

### Cosmologia e religione
Secondo la prima leggenda Chamorro, il mondo è stato creato da due fratelli gemelli, un maschio e una femmina Puntan e Fu'uña. Mentre Puntan giaceva morente, istruì la sorella a trasformare il suo corpo negli ingredienti dell'universo. Avrebbe usato i suoi occhi per creare il Sole e la Luna, le sopracciglia per creare gli arcobaleni e la maggior parte del resto del corpo per creare le varie caratteristiche della Terra. Una volta portato a termine il suo lavoro, sarebbe scesa sull'isola di Guåhan (Guam) trasformandosi in una roccia gigante. Questa si sarebbe spaccata facendo emergere da essa tutti gli esseri umani. Alcuni ritengono che questa roccia sarebbe caduta nel sito dell'odierna chiesa di Agat, altri invece ritengono che sia la forma fallica Laso de Fua, situato in Fouha Bay in Umatic.
Gli antichi Chamorro erano impegnati nella venerazione degli antenati, ma non praticavano una religione formale comprendente una divinità. 

### Folclore
Credenze tradizionali fra i Chamorro, comprendono racconti di taotaomo'na e Birak: Taotaomo'na sono gli spiriti degli antichi Chamorro, mentre Birak è un termine più ampio che può riferirsi non solo ai non morti, ma anche a demoni o esseri della mitologia.

### Caste e classi
La società Chamorro era suddivisa in due caste principali e continuò ad esserlo per oltre un secolo dopo l'arrivo dei colonizzatori spagnoli. Secondo alcuni documenti storici forniti da europei, come lo storico e prelato francese Charles Le Gobien, sembravano esserci addirittura differenze razziali fra la sottomessa casta Manachang e la più altolocata Chamor. 

## I moderni Chamorro
Nelle epoche più moderne, la cultura Chamorro è stata influenzata dalle altre culture spagnole, messicane, statunitensi e giapponesi. L'influenza dell'era tedesca nelle Marianne settentrionali è più visibile sotto forma di determinati nomi e cognomi di famiglia.

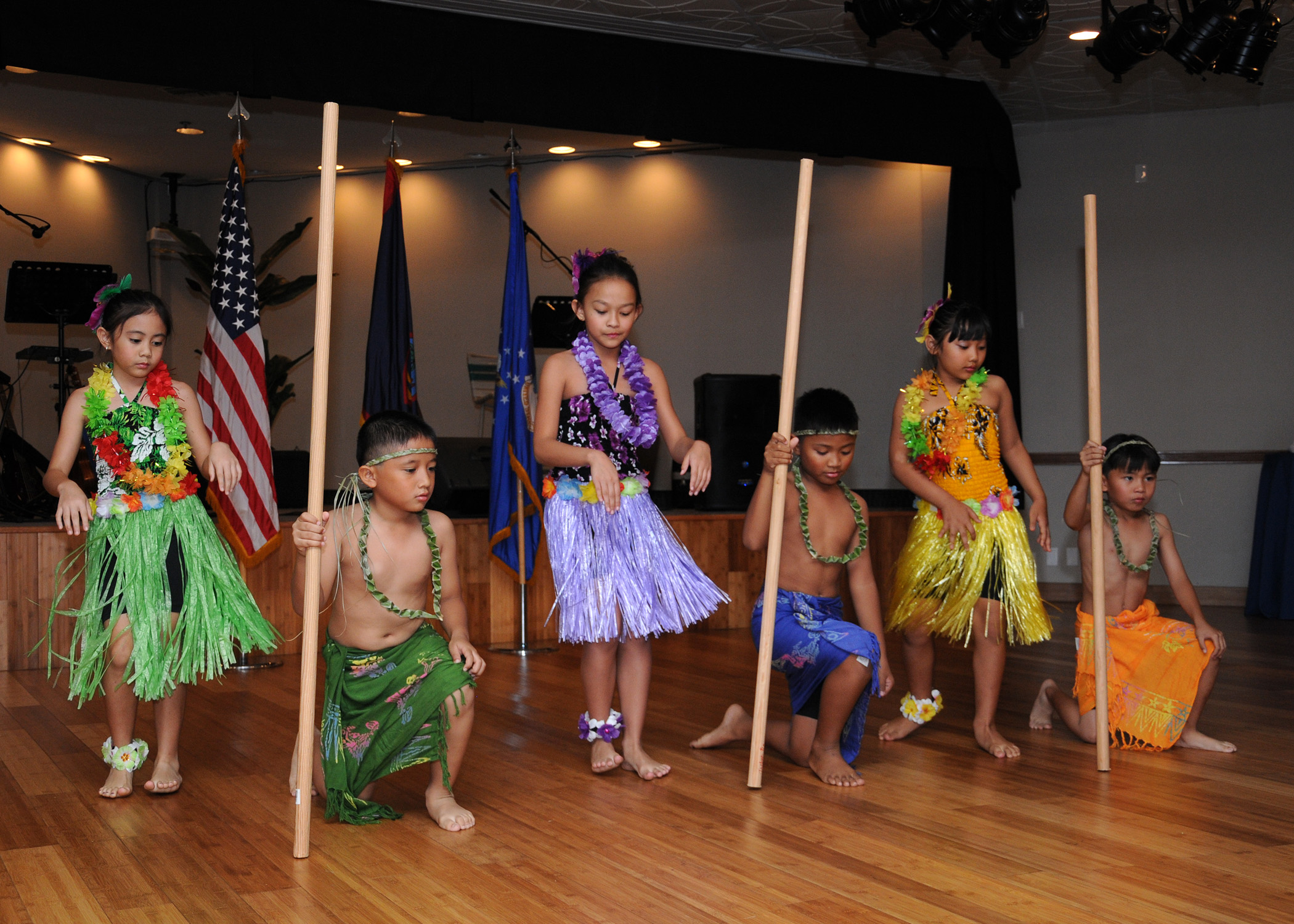
Bambini Chamorro durante una danza in una scuola di Guam.

Il concetto preistorico di inafa'maolek, ovvero fare del bene l'uno per l'altro, è un concetto fondamentale della cultura Chamorro. Il rispetto per la propria famiglia, gli anziani, la comunità in generale, sono componenti principali, anche se questi variano tra persona a persona e tra famiglia a famiglia. La moderna cultura Chamorro è ora fortemente influenzata dai costumi e dai valori americani, in gran parte perché l'arcipelago delle Marianne (suddiviso tra Guam e CNMI) è attualmente sotto gli Stati Uniti d'America, come territorio organizzato ma non incorporato. Inoltre, la maggior parte delle persone di origine Chamorro ora vivono al di fuori dell'arcipelago, molte proprio negli Stati Uniti. 
La vita Chamorro è stata a lungo influenzata dal proprio clan matriarcale. Il concetto di "clan" derivante da una comune antenata è ancora fortemente osservato.
I guaritori tradizionali chiamati suruhånu o suruhåna per le donne sono ancora oggi molto rispettati per la loro conoscenza dei trattamenti a base soprattutto di erbe.

### Religione
Dopo le conquiste europee delle Marianne e il sopravvento delle culture occidentali, la maggior parte degli Chamorro sono attualmente cattolici romani, mentre pochi nelle Marianne mantengono ancora alcune usanze e credenze dei tempi precedenti alle colonizzazioni. Alcuni residenti delle Marianne chiedono ancora il permesso agli spiriti ancestrali prima di entrare in alcune parti della giungla. 

### Cucina

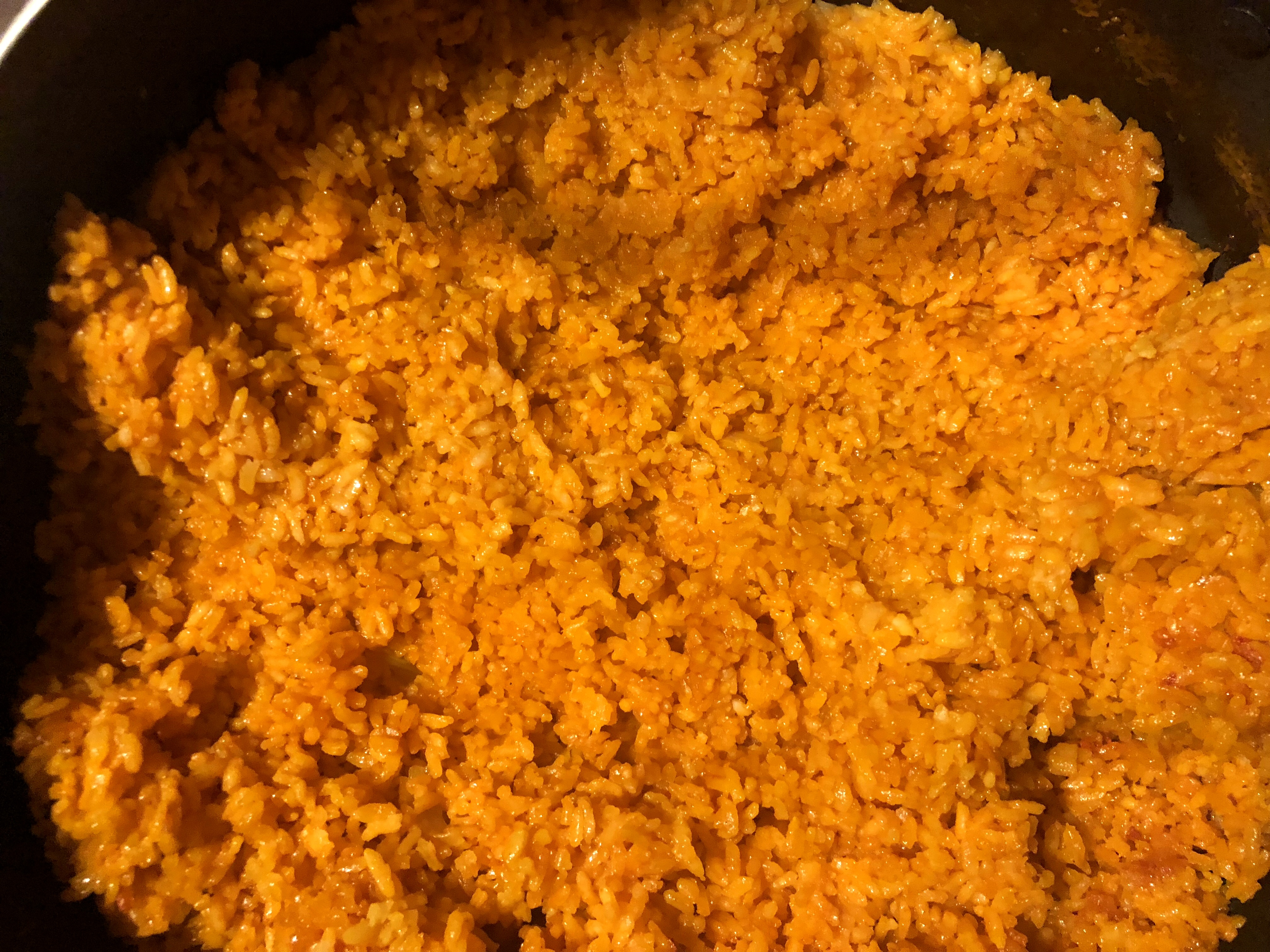
Riso rosso Chamorro

La cucina Chamorro è influenzata da varie culture. Esempi di cibi popolari di origine straniera includono l'empanada dolce o salata, piatto originariamente introdotto dalla Spagna e il pancit, un piatto proveniente dalle Filippine. 
Gli studi archeologici effettuati nelle Marianne testimoniano che il riso veniva consumato fin dall'età preistorica. Il riso rosso è un alimento base che identifica fortemente la cucina Chamorro dalle altre tradizioni e culture del Pacifico. Viene comunemente servito in occasione di eventi speciali, come feste di laurea o matrimoni. 
Frutti come quelli dell'albero dl pane, il mango, il cocco e la carambola vengono utilizzati in varie ricette locali. 
Nelle Marianne sono comunque reperibili piatti di cucina coreana, cinese, giapponese e americana.